# Sunset Strippers
I Sunset Strippers sono un gruppo britannico che si occupa di musica elettronica. La canzone più famosa del gruppo è del 2005, intitolata "Falling Stars" (apparsa anche nel volume 35 della compilation Dream Dance) ed è un remix della hit del 1988 "Waiting For A Star To Fall" dei Boy Meets Girl ed è stata motivo di contrasti con il gruppo Cabin Crew.
Altre loro opere sono il remix della hit "Cry Little Sister", colonna sonora del film Lost Boys dei The Lost Brothers e il remix della canzone dei Planet Funk "The Switch", comparsa come colonna sonora delle televisioni Mitsubishi.

## Componenti
- Harry Diamond
- Sergei Hall
- Kieron McTernan